# Nueva Navarra
Nueva Navarra, Nuevo Reyno de la Nueva Navarra, o Provincia de Sonora y Sinaloa fue una provincia integrante de la Comandancia General de las Provincias Internas y bajo la jurisdicción de la Real Audiencia de Guadalajara del Virreinato de la Nueva España. 
En 1770 pasó a formar parte además de la intendencia de Arizpe, decisión que fue ratificada en 1786 con la Real Ordenanza para el establecimiento e instrucción de intendentes de ejército y provincia en el reino de la Nueva España durante el gobierno del rey Carlos III.
Su territorio, ocupado fundamentalmente por el Desierto de Sonora, abarcaba el de los actuales estados mexicanos de Sonora y Sinaloa, parte de Arizona (Estados Unidos) que incluía la Pimería Alta donde ejercían los jesuitas el ministerio de evangelización y de Nayarit (México).

## Historia
El nombre de Nueva Navarra debe su origen a las misiones jesuíticas establecidas en la parte septentrional de Nueva España por la Compañía de Jesús durante los siglos XVII y XVIII. En concreto, la primera persona que utilizó esta denominación para nombrar a esta región fue el misionero jesuita Eusebio Francisco Kino, evangelizador de las tierras septentrionales de Nueva España. Kino quiso honrar de ese modo la figura de San Francisco Javier quien, misionero y jesuita como Kino, había nacido en la actual provincia española de Navarra.
Durante el siglo XVIII el nombre de Nueva Navarra convivió con la denominación de Sonora y Sinaloa. Sin embargo, una vez producida la independencia mexicana la región pasó a constituir el Estado de Occidente, siendo referido también como Provincia de Sonora y Sinaloa que es precisamente el nombre que utiliza para la región la Constitución Mexicana de 1824.

## Mapa de 1710 de Kino

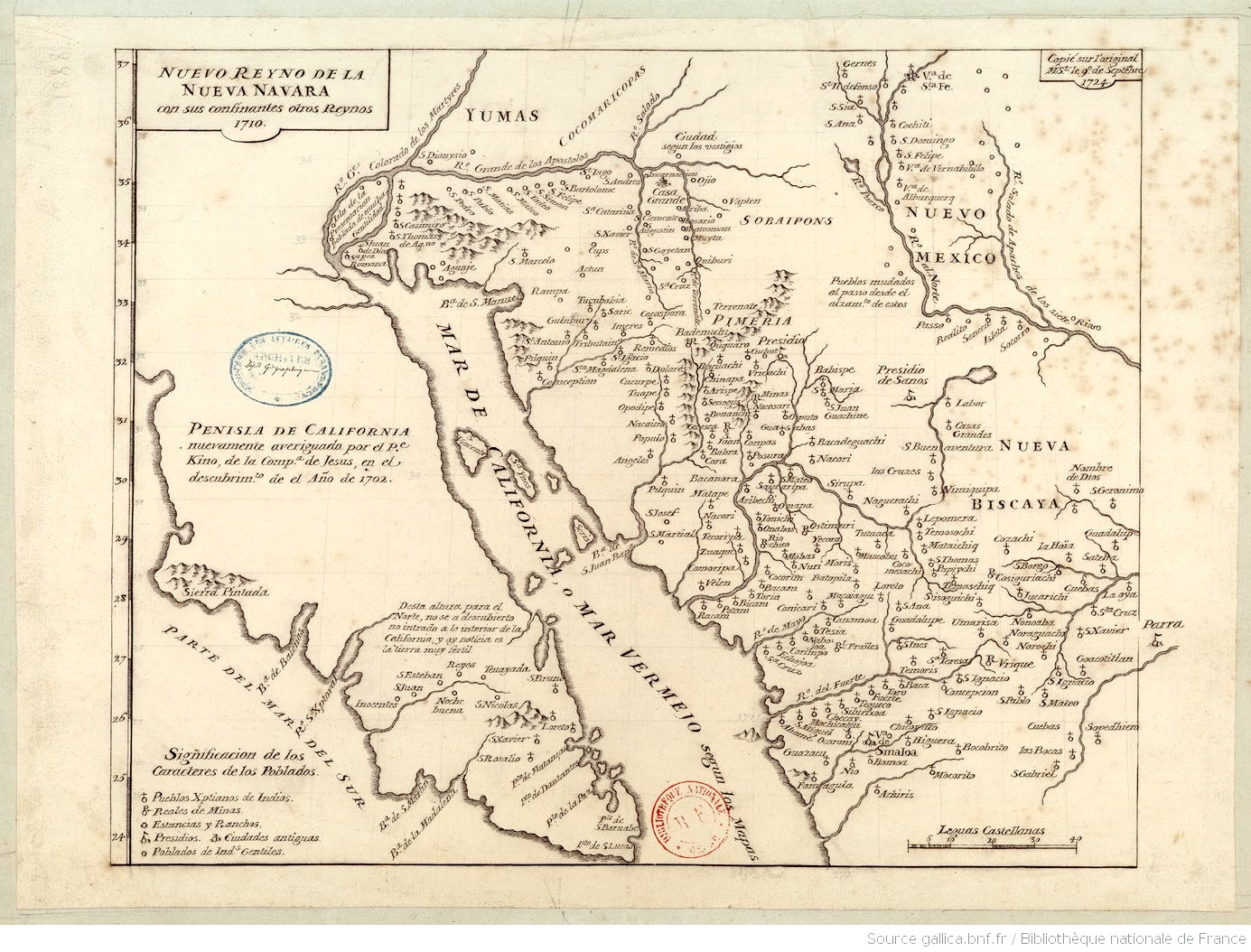
Nuevo reyno de la Nueva Navara con sus confinantes otros reynos (1710) obra Eusebio Francisco Kino de y conservado en la Biblioteca Nacional de Francia.

El P. Kino dejó un mapa de la zona que llamó Nuevo Reyno de la Nueva Navarra para ilustrar su obra llamada los Favores Celestiales. Según describe Michel Antochiw en el mapa  «aparece la península de California, las islas de San Vicente y Santa Inés, la de la Presentación, los ríos Gila y Colorado con sus afluentes, toda la Pimería Alta llamándola Nueva Navarra, y Nuevo México. Se publicó en Francia en 1722 como mapa anónimo. Se copió en 1724 y la copia se conserva en la Biblioteca Nacional de Francia (París), dentro de la Colección D’Anville. Siguieron centenares de ediciones donde se omite el nombre de su autor.»